# 紅梅町 (名古屋市)
紅梅町（こうばいちょう）は、愛知県名古屋市昭和区の地名。現行行政地名は紅梅町1丁目から紅梅町3丁目。住居表示未実施。

## 地理
名古屋市昭和区西部に位置する。

## 歴史

### 地名の由来
当地にかつて所在した新雨池というため池の東にあったとされる「天神の森」に由来する。

### 沿革
- 1933年（昭和8年）9月20日 - 中区広路町および同区御器所町の各一部により、同区紅梅町として成立[9]。
- 1937年（昭和12年）10月1日 - 昭和区成立に伴い、同区紅梅町となる[9]。

## 世帯数と人口
2019年（平成31年）1月1日現在の世帯数と人口は以下の通りである。
| 町丁   | 世帯数  | 人口  |
| ------ | ------- | ----- |
| 紅梅町 | 476世帯 | 824人 |

### 人口の変遷
国勢調査による人口の推移
| 1950年（昭和25年） | 456人 | [ 10 ] |  |
| 1955年（昭和30年） | 626人 | [ 10 ] |  |
| 1960年（昭和35年） | 697人 | [ 11 ] |  |
| 1965年（昭和40年） | 929人 | [ 11 ] |  |
| 1970年（昭和45年） | 806人 | [ 12 ] |  |
| 1975年（昭和50年） | 692人 | [ 12 ] |  |
| 1980年（昭和55年） | 661人 | [ 13 ] |  |
| 1985年（昭和60年） | 638人 | [ 13 ] |  |
| 1990年（平成2年）  | 653人 | [ 14 ] |  |
| 1995年（平成7年）  | 583人 | [ 15 ] |  |
| 2000年（平成12年） | 809人 | [ 16 ] |  |
| 2005年（平成17年） | 787人 | [ 17 ] |  |
| 2010年（平成22年） | 820人 | [ 18 ] |  |
| 2015年（平成27年） | 898人 | [ 19 ] |  |

## 学区
市立小・中学校に通う場合、学校等は以下の通りとなる。また、公立高等学校に通う場合の学区は以下の通りとなる。
| 丁目        | 番・番地等 | 小学校                 | 中学校               | 高等学校 |
| ----------- | ---------- | ---------------------- | -------------------- | -------- |
| 紅梅町1丁目 | 全域       | 名古屋市立御器所小学校 | 名古屋市立桜山中学校 | 尾張学区 |
| 紅梅町2丁目 | 全域       | 名古屋市立御器所小学校 | 名古屋市立桜山中学校 | 尾張学区 |
| 紅梅町3丁目 | 全域       | 名古屋市立松栄小学校   | 名古屋市立桜山中学校 | 尾張学区 |

## 施設
- 愛知県営紅梅住宅[7]
- 真宗大谷派順覚寺[7]
- ときわ幼稚園[7]

## その他

### 日本郵便
- 郵便番号 : 466-0031[4]（集配局：昭和郵便局[22]）。

### 統計資料
- 名古屋市総務局企画室統計課 編『昭和31年版 名古屋市統計年鑑』名古屋市、1957年。
- 名古屋市総務局企画部統計課 編『昭和41年版 名古屋市統計年鑑』名古屋市、1967年。
- 名古屋市総務局統計課 編『昭和51年版 名古屋市統計年鑑』名古屋市、1977年。
- 名古屋市総務局統計課 編『昭和60年国勢調査 名古屋の町・丁目別人口（昭和60年10月1日現在）』名古屋市役所、1986年。
- 名古屋市総務局企画部統計課 編『平成2年国勢調査 名古屋の町（大字）別・年齢別人口（平成2年10月1日現在）』名古屋市役所、1994年。
- 名古屋市総務局企画部統計課 編『平成7年国勢調査 名古屋の町（大字）・丁目別人口（平成7年10月1日現在）』名古屋市役所、1996年。